# Kim Tae-hwan
Dans ce nom coréen, le nom de famille, Kim, précède le nom personnel.
Kim Tae-hwan (en coréen : 김태환), né le 25 mars 2000, est un footballeur sud-coréen qui évolue au poste de piston ou arrière droit avec les Suwon Bluewings.

## Biographie

### Carrière en club
Passé par le  Maetango, équipe de jeunes affiliées aux Suwon Bluewings — dont il porte notamment le brassard de capitaine — il signe son premier contrat avec le club de Suwon en juillet 2018.
Kim s'impose comme un élément important de l'effectif des Bluewings au cours de la saison 2020 de K-League, marquant notamment son premier but le 4 octobre 2020 contre Incheon, assurant une victoire 1-0 à l'extérieur essentielle pour le maintien de son club dans l'élite coréenne.
Ses performances en fin de saison lui valent d'ailleurs d'être nommé meilleur joueur de son équipe lors de ce mois d'octobre 2020,.

### Carrière en sélection
International coréen en équipes de jeunes, Kim a notamment été appelé avec la sélection olympique en mars 2021.

## Style de jeu
Défenseur polyvalent, capable à jouer à tous les postes d'une défense à 4 ou à 5, c'est surtout au poste de latéral droit qu'il s'épanouit, voire au poste de piston droit, qu'il occupe principalement dans la configuration de son équipe en K-League,.